# Nicola Zanini
Nicola Zanini (Vicenza, 26 marzo 1974) è un ex calciatore italiano, di ruolo centrocampista, tecnico della Dolomiti Bellunesi.

## Carriera

### Giocatore
Messosi in luce nelle giovanili del Vicenza, viene acquistato nell'estate 1990 dalla Juventus. Debutta in prima squadra a 16 anni, il 10 febbraio 1991 nella vittoria contro il Cesena. Rimasto nella primavera bianconera anche l'anno seguente, nel 1992-1993 approda alla Sampdoria di Roberto Mancini dove gioca solamente una partita, complice anche la giovane età.
L'anno successivo approda in Serie C1 al Mantova dove disputa 20 gare segnando una rete. Nel 1994-1995, sempre in C1, gioca nella Pistoiese e colleziona 32 presenze con 11 gol; passa poi in Serie B del Verona con cui disputa 35 partite con 7 gol all'attivo. Nel 1996-1997 fa ritorno alla Sampdoria, e dopo 3 presenze ritorna in prestito al Verona con cui gioca 26 gare e realizza 2 reti.
Nel 1997-1998 torna nuovamente alla Sampdoria giocando 3 volte e ad ottobre viene ceduto all'Atalanta dove disputa 10 partite sempre in Serie A, squadra con cui viene retrocesso nella serie cadetta e con cui debutta anche la stagione seguente in Serie B, giocando 32 di partite con un gol. Dal 1999 al gennaio 2001 gioca una stagione e mezza nel Pescara, sempre tra i cadetti, con 23 presenze e 8 gol il primo anno e 12 presenze il secondo anno. Nel gennaio del 2001 passa al Monza dove colleziona 17 presenze con 4 reti. L'anno seguente cambia nuovamente squadra e passa al Como dove, grazie anche ai suoi 4 gol in 19 gare, contribuisce alla promozione nella massima serie.
Zanini rimane però in Serie B, alla Triestina neopromossa, dove gioca 32 gare e 7 reti. Nell'estate 2003 torna inizialmente a Como dove però viene immediatamente ceduto al Napoli, con la cui maglia disputa 36 partite segnando 5 gol. Dopo il fallimento della società partenopea nella stagione 2004-2005 viene acquistato dal Genoa: impiegato nel ruolo di trequartista, con 34 presenze in campionato e 5 reti contribuisce alla promozione dei rossoblù in Serie A, poi vanificata per un illecito sportivo dei vertici societari.
Nell'estate del 2005 torna in Serie A passando all'Ascoli, neopromosso proprio a discapito del Genoa; dopo 7 apparizioni in maglia bianconera, nel gennaio 2006 passa al Vicenza, dove con 17 presenze contribuisce alla salvezza della squadra vicentina. All'inizio della stagione 2006-2007 è inizialmente titolare, ma dopo l'esonero di Camolese e l'arrivo di Gregucci perde sempre più spazio, scendendo in campo in 20 occasioni. Anche nella stagione successiva gioca da "separato in casa", scendendo in campo in una sola occasione, tanto che nel luglio 2008 avviene la risoluzione del contratto.
Nel settembre dello stesso anno viene ingaggiato dall'Albignasego. Nel settembre 2009 ricomincia dal campionato di Eccellenza con la maglia del rinato Treviso, dove esordisce il 20 settembre 2009 contro la Vigontina.

### Allenatore
Dal 12 gennaio 2010 prende il posto di Giorgio Rumignani sulla panchina del Treviso. Esordisce proprio contro la Vigontina, nella prima giornata di ritorno, ottenendo il suo primo punto, e al termine della stagione ottiene anticipatamente la salvezza. Lascia la guida del Treviso il 30 giugno 2010, dopo la decisione, da parte della dirigenza, di scegliere come nuovo allenatore Diego Zanin.
Per la stagione 2014-2015 allena gli Allievi Nazionali del Real Vicenza.
Rimasto senza panchina, nella stagione 2015-2016 a stagione in corso viene incaricato come nuovo tecnico dei Giovanissimi Nazioni del Vicenza portando la squadra ad un traguardo storico raggiungendo le semifinali di categoria arrendendosi solo alla Roma. Confermato per la stagione 2016-2017 alla guida degli Allievi Nazionali Under-16 dei berici, la stagione successiva la società biancorossa gli affida la panchina della squadra Beretti. Il 21 novembre 2017 viene nominato allenatore della prima squadra; viene esonerato il 26 marzo 2018, dopo la sconfitta subita contro il Renate per 0-2, venendo sostituito da Franco Lerda. Il 10 maggio 2018 gli viene riaffidata la panchina biancorossa in occasione dei play-out contro il Santarcangelo, dove i berici prevalgono nel doppio confronto sui romagnoli e raggiungono la salvezza.
Il 20 giugno 2018 si accorda con l'Este, in Serie D, dove rimane per il successivo biennio mantenendo in entrambi i campionati la categoria. Per la stagione 2020-2021 viene ingaggiato dalla Luparense, ancora in Serie D. Alla fine della stagione 2021-2022, viene ufficializzato il divorzio tra tecnico e società. 
Nell'estate 2022 si accorda con il Sona, sempre in Serie D. Il 10 ottobre seguente, dopo la sconfitta con lo Sporting Franciacorta e con la squadra invischiata in piena zona play-out, viene esonerato. Tre mesi più tardi viene richiamato alla guida della squadra, nel frattempo scivolata all'ultimo posto della graduatoria. Non riesce però ad invertire il trend ed il 23 aprile seguente, nonostante la vittoria contro il Varesina, retrocede aritmeticamente in Eccellenza, causa la vittoria del Città di Varese contro la Folgore Caratese. 
Il 28 maggio 2023, la Dolomiti Bellunesi, squadra di Serie D, ufficializza di avergli affidato la guida della prima squadra, a partire dal 1º luglio. Il 4 maggio 2025 grazie alla vittoria per 4-1 sul Brian Lignano centra la matematica  promozione in Serie C.

## Statistiche

### Statistiche da allenatore
Statistiche aggiornate al 18 maggio 2025. In grassetto le competizioni vinte.
| Stagione                  | Squadra                   | Campionato                | Campionato | Campionato | Campionato | Campionato | Coppe nazionali | Coppe nazionali | Coppe nazionali | Coppe nazionali | Coppe nazionali | Coppe continentali | Coppe continentali | Coppe continentali | Coppe continentali | Coppe continentali | Altre coppe | Altre coppe | Altre coppe | Altre coppe | Altre coppe | Totale | Totale | Totale | Totale | % Vittorie | Piazzamento               |
| Stagione                  | Squadra                   | Comp                      | G          | V          | N          | P          | Comp            | G               | V               | N               | P               | Comp               | G                  | V                  | N                  | P                  | Comp        | G           | V           | N           | P           | G      | V      | N      | P      | %          | Piazzamento               |
| ------------------------- | ------------------------- | ------------------------- | ---------- | ---------- | ---------- | ---------- | --------------- | --------------- | --------------- | --------------- | --------------- | ------------------ | ------------------ | ------------------ | ------------------ | ------------------ | ----------- | ----------- | ----------- | ----------- | ----------- | ------ | ------ | ------ | ------ | ---------- | ------------------------- |
| gen.-giu. 2010            | Treviso                   | Ecc.                      | ?          | ?          | ?          | ?          | CI-Ecc.         | -               | -               | -               | -               | -                  | -                  | -                  | -                  | -                  | -           | -           | -           | -           | -           | 0      | 0      | 0      | 0      | —          | Sub., 7º                  |
| 2017-2018                 | Vicenza                   | C                         | 14+2       | 4+1        | 3+1        | 7          | CI-C            | 1               | 0               | 0               | 1               | -                  | -                  | -                  | -                  | -                  | -           | -           | -           | -           | -           | 17     | 5      | 4      | 8      | 29,41      | Sub., Eson., Sub., 18º    |
| 2018-2019                 | Este                      | D                         | 34         | 9          | 14         | 11         | CI-D            | 1               | 0               | 1               | 0               | -                  | -                  | -                  | -                  | -                  | -           | -           | -           | -           | -           | 35     | 9      | 15     | 11     | 25,71      | 9º                        |
| 2019-2020                 | Este                      | D                         | 27         | 9          | 9          | 9          | CI-D            | 1               | 0               | 0               | 1               | -                  | -                  | -                  | -                  | -                  | -           | -           | -           | -           | -           | 28     | 9      | 9      | 10     | 32,14      | 12º                       |
| Totale Este               | Totale Este               | Totale Este               | 61         | 18         | 23         | 20         |                 | 2               | 0               | 1               | 1               |                    | -                  | -                  | -                  | -                  |             | -           | -           | -           | -           | 63     | 18     | 24     | 21     | 28,57      |                           |
| 2020-2021                 | Luparense                 | D                         | 38         | 15         | 9          | 14         | -               | -               | -               | -               | -               | -                  | -                  | -                  | -                  | -                  | -           | -           | -           | -           | -           | 38     | 15     | 9      | 14     | 39,47      | 8º                        |
| 2021-2022                 | Luparense                 | D                         | 34+1       | 16         | 10         | 8+1        | CI-D            | 1               | 0               | 0               | 1               | -                  | -                  | -                  | -                  | -                  | -           | -           | -           | -           | -           | 36     | 16     | 10     | 10     | 44,44      | 4º                        |
| Totale Luparense          | Totale Luparense          | Totale Luparense          | 73         | 31         | 19         | 23         |                 | 1               | 0               | 0               | 1               |                    | -                  | -                  | -                  | -                  |             | -           | -           | -           | -           | 74     | 31     | 19     | 24     | 41,89      |                           |
| 2022-2023                 | Sona                      | D                         | 22         | 5          | 5          | 12         | CI-D            | 2               | 0               | 1               | 1               | -                  | -                  | -                  | -                  | -                  | -           | -           | -           | -           | -           | 24     | 5      | 6      | 13     | 20,83      | Eson., Sub., 17º, (retr.) |
| 2023-2024                 | Dolomiti Bellunesi        | D                         | 34+1       | 19         | 9          | 6+1        | CI-D            | 5               | 2               | 2               | 1               | -                  | -                  | -                  | -                  | -                  | -           | -           | -           | -           | -           | 40     | 21     | 11     | 8      | 52,50      | 2º                        |
| 2024-2025                 | Dolomiti Bellunesi        | D                         | 38+2       | 23         | 9          | 6+2        | CI-D            | 4               | 1               | 2               | 1               | -                  | -                  | -                  | -                  | -                  | -           | -           | -           | -           | -           | 44     | 24     | 11     | 9      | 54,55      | 1º (prom.)                |
| 2025-2026                 | Dolomiti Bellunesi        | C                         | 0          | 0          | 0          | 0          | CI-C            | 1               | 0               | 0               | 1               | -                  | -                  | -                  | -                  | -                  | -           | -           | -           | -           | -           | 1      | 0      | 0      | 1      | &0,00      | in corso                  |
| Totale Dolomiti Bellunesi | Totale Dolomiti Bellunesi | Totale Dolomiti Bellunesi | 75         | 42         | 18         | 15         |                 | 10              | 3               | 4               | 3               |                    | -                  | -                  | -                  | -                  |             | -           | -           | -           | -           | 85     | 45     | 22     | 18     | 52,94      |                           |
| Totale carriera           | Totale carriera           | Totale carriera           | 247        | 101        | 69         | 77         |                 | 16              | 3               | 6               | 7               |                    | -                  | -                  | -                  | -                  |             | -           | -           | -           | -           | 263    | 104    | 75     | 84     | 39,54      |                           |

## Palmarès

### Giocatore

#### Competizioni nazionali
- Campionato italiano di Serie B: 1

Como: 2001-2002

### Allenatore

#### Competizioni interregionali
- Serie D: 1

Dolomiti Bellunesi: 2024-2025 (girone C)